# Монтобан (округ)
Округ Монтобан (фр. Arrondissement de Montauban) — округ у Франції, в департаменті Тарн і Гаронна. 2023 року округ об'єднував 92 муніципалітети, населення становило 183 450 осіб.
Адміністративний центр (супрефектура) — Монтобан.

## Муніципалітети
Список муніципалітетів округу та їхні коди INSEE:
1. Альб'яс (82002)
2. Бессан (82017)
3. Біуль (82018)
4. Бопюї (82014)
5. Брессоль (82025)
6. Брюнікель (82026)
7. Бурре (82023)
8. Буяк (82020)
9. Вазерак (82189)
10. Ваїссак (82184)
11. Варан (82187)
12. Варенн (82188)
13. Верден-сюр-Гаронн (82190)
14. Верлак-Теску (82192)
15. Верфей (82191)
16. Вільбрюм'є (82194)
17. Вільмад (82195)
18. Гризоль (82075)
19. Дьєпанталь (82048)
20. Ескаталан (82052)
21. Еспінас (82056)
22. Женебрієр (82066)
23. Жиналь (82069)
24. Казаль (82041)
25. Камсас (82027)
26. Каналь (82028)
27. Кастане (82029)
28. Келюс (82038)
29. Керак (82039)
30. Кер'єш (82040)
31. Комбруже (82043)
32. Корбар'є (82044)
33. Коссад (82037)
34. Ла-Віль-Дьє-дю-Тампль (82096)
35. Ла-Сальветат-Бельмонте (82176)
36. Лабарт (82077)
37. Лабастід-де-Пенн (82078)
38. Лабастід-Сен-П'єрр (82079)
39. Лаворетт (82095)
40. Лагепі (82088)
41. Лакапель-Ліврон (82082)
42. Лакур-Сен-П'єрр (82085)
43. Ламот-Капдевіль (82090)
44. Лапанш (82092)
45. Лафрансез (82087)
46. Леожак (82098)
47. Лоз (82100)
48. Л'Онор-де-Кос (82076)
49. Мас-Греньє (82105)
50. Мірабель (82110)
51. Мольєр (82113)
52. Монбартьє (82123)
53. Монбекі (82114)
54. Монбетон (82124)
55. Монклар-де-Керсі (82115)
56. Монпезат-де-Керсі (82131)
57. Монрику (82132)
58. Монтальзат (82119)
59. Монтастрюк (82120)
60. Монтей (82126)
61. Монтеш (82125)
62. Монтобан (82121)
63. Монферм'є (82128)
64. Муяк (82133)
65. Негрепелісс (82134)
66. Ноїк (82135)
67. Окамвіль (82005)
68. Оргей (82136)
69. Оті (82007)
70. Паризо (82137)
71. Пікекос (82140)
72. Помпіньян (82142)
73. Пюїгаяр-де-Керсі (82145)
74. Пюїкорне (82144)
75. Пюїлагард (82147)
76. Пюїларок (82148)
77. Реальвіль (82149)
78. Рейньє (82150)
79. Савене (82178)
80. Сен-Венсан (82174)
81. Сен-Жорж (82162)
82. Сен-Нофарі (82167)
83. Сен-Порк'є (82171)
84. Сен-Проже (82172)
85. Сен-Сардос (82173)
86. Сен-Сірк (82159)
87. Сент-Антонен-Нобль-Валь (82155)
88. Сент-Етьєнн-де-Тюльмон (82161)
89. Сетфон (82179)
90. Фабас (82057)
91. Фенейроль (82061)
92. Фінан (82062)